# Vicente Escobar
Pour les articles homonymes, voir Escobar.
Vicente Escobar, né à La Havane en 1762 et mort dans la même ville en 1834, est un peintre portraitiste cubain.
Son Retrato de Justa de Alto y Bermúdez se trouve au Musée national des beaux-arts de Cuba.